# Gia Hội (phường)
Gia Hội là một phường thuộc quận Phú Xuân, thành phố Huế, Việt Nam.

## Địa lý
Phường Gia Hội nằm ở trung tâm quận Phú Xuân, có vị trí địa lý:
- Phía đông giáp phường Vỹ Dạ với ranh giới là sông Hương
- Phía tây giáp phường Thuận Lộc và phường Đông Ba với ranh giới là sông Đông Ba
- Phía nam giáp phường Đông Ba với ranh giới là sông Đông Ba
- Phía bắc giáp phường Phú Hậu.

Phường Gia Hội có diện tích 1,46 km², dân số năm 2020 là 27.837 người, mật độ dân số đạt 19.066 người/km².

## Hành chính
Phường Gia Hội được chia thành 18 tổ dân phố đánh số từ 1 đến 18.

## Lịch sử
Gia Hội vốn là khu dân cư cổ của thành phố Huế, nằm trên vùng đất bao bọc bởi sông Hương và sông Đông Ba. Theo nhà nghiên cứu Huế Nguyễn Đắc Xuân, khu phố cổ Gia Hội được hình thành từ sau ngày các chúa Nguyễn dời thủ phủ Đàng Trong từ thành Hóa Châu vào Kim Long (1636) và Phú Xuân (1687). Khi nhà Nguyễn thành lập (1802), phố Gia Hội đã phát triển nhanh chóng, trở thành một phố thị đông đúc.
Đầu thế kỷ 20, địa bàn phường Gia Hội thuộc các phường Đệ Ngũ, Đệ Lục và Đệ Thất của thị xã Huế. Đến năm 1934, toàn thành phố Huế được chia lại thành 11 phường, phường Gia Hội lúc này thuộc các phường Phú Cát, Phú Mỹ và Phú Thọ. Thời Việt Nam Cộng hòa, các phường Phú Cát, Phú Mỹ và Phú Thọ thuộc quận Tả Ngạn. Năm 1968, chính quyền lại phân chia hành chính Huế thành 10 khu phố thuộc 3 quận, phường Phú Cát đổi thành khu phố Phú Cát, còn các phường Phú Mỹ, Phú Thọ và Phú Hậu hợp nhất thành khu phố Phú Hiệp. Đến năm 1976, các khu phố lại được đổi thành phường thuộc thành phố Huế.
Ngày 13 tháng 3 năm 1979, Hội đồng Chính phủ ban hành Quyết định số 102-CP. Theo đó, giải thể phường Phú An, dân và đất của của phường này giao cho phường Phú Cát quản lý. Phường Phú An (trước năm 1976 là khu phố Phú An) vốn là đơn vị hành chính quản lý cư dân vạn đò trên sông Hương và các sông đào.
Ngày 22 tháng 11 năm 1995, Chính phủ ban hành Nghị định số 80/CP. Theo đó, chia phường Phú Hiệp thành hai phường Phú Hiệp và Phú Hậu.
Đến năm 2020, phường Phú Cát có diện tích 0,52 km², dân số là 12.717 người, gồm 7 tổ dân phố; phường Phú Hiệp có diện tích 0,94 km², dân số là 15.120 người, gồm 11 tổ dân phố.
Ngày 27 tháng 4 năm 2021, Ủy ban Thường vụ Quốc hội ban hành Nghị quyết số 1264/NQ-UBTVQH14 (nghị quyết có hiệu lực từ ngày 1 tháng 7 năm 2021). Theo đó, sáp nhập toàn bộ diện tích và dân số của phường Phú Cát và phường Phú Hiệp để thành lập phường Gia Hội.
Ngày 30 tháng 11 năm 2024, Ủy ban Thường vụ Quốc hội ban hành Nghị quyết số 1314/NQ-UBTVQH15 về việc sắp xếp đơn vị hành chính cấp huyện, cấp xã của thành phố Huế giai đoạn 2023 – 2025 (nghị quyết có hiệu lực từ ngày 1 tháng 1 năm 2025). Theo đó, thành lập quận Phú Xuân thuộc thành phố Huế. Phường Gia Hội trực thuộc quận Phú Xuân.

## Văn hóa
Gia Hội là khu vực có khá nhiều phủ đệ của các ông hoàng, bà chúa triều Nguyễn và quan chức cao cấp trong triều đình xưa. Bên cạnh đó là hệ thống các đình, chùa, đền, miếu cổ truyền thống của người Hoa, người Việt và kiến trúc nhà ở của người Ấn.